# Limljani
Limljani (en serbe cyrillique : Лимљани) est un village du sud du Monténégro, dans la municipalité de Bar.

## Démographie

### Évolution historique de la population
| 1948 | 1953 | 1961 | 1971 | 1981 | 1991 | 2003 |
| ---- | ---- | ---- | ---- | ---- | ---- | ---- |
| 697  | 721  | 636  | 525  | 316  | 154  | 133  |